# OUTGROW
『OUTGROW』（アウトグロウ）は、BoAの4枚目のオリジナルアルバム。

## 解説
- オリジナルアルバムとしては『LOVE & HONESTY』以来2年ぶりとなる。
- 今作から、「CD」・「CD+DVD」の2形態でのリリースとなる。
- CDにはシングル8曲を含む全13曲と、配信限定アルバム『Merry Christmas from BoA』に収録されていた「First snow」をボーナストラックとして収録。なお「抱きしめる」のカップリング「Before you said goodbye to me」は未収録。
- DVDには、PVやメイキングを収録。
- 『LISTEN TO MY HEART』から4枚連続でオリジナルアルバム1位を記録した。

## 収録曲

### CD
1. Silent Screamerz [3:29]
作詞：jam／作曲：田中直
2. DO THE MOTION [4:12]
  - 作詞：渡辺なつみ／作曲：葛谷葉子／編曲：YANAGIMAN

16thシングル
コーセー「Fasio」CMソング
3. キミのとなりで [5:07]
  - 作詞：山本成美／作曲：葛谷葉子／編曲：松原憲

16thシングル
au by KDDI「着うたフル」CMソング
4. OUTGROW ～Ready butterfly～ [3:18]
作詞：Kenn Kato／作曲：田中直
5. make a secret [4:44]
  - 作詞：山本成美／作曲：浅田将明／編曲：YANAGIMAN

17thシングル
コーセー「Fasio」CMソング
6. Everlasting [5:23]
  - 作詞：BoA、渡辺なつみ／作曲・編曲：原一博

19thシングル
映画「オリバーツイスト」日本語版主題歌／テレビ朝日「テレビのチカラ」エンディングテマ／エムティーアイ「music.jp」CMソング
7. LONG TIME NO SEE [3:55]
  - 作詞：BoA、渡辺なつみ／作曲：坂詰美紗子／編曲：春川仁志

17thシングルのカップリング曲
8. cosmic eyes [3:38]
作詞：mizue 作曲：AKIRA
9. 抱きしめる [3:47]
  - 作詞：渡辺なつみ／作曲・編曲：原一博

18thシングル
日本テレビ「スポーツうるぐす」テーマソング／エムティーアイ「music.jp」CMソング
10. Love is just what you can't see [5:03]
作詞：園田凌士／作曲：松原憲
11. Stay My Gold [5:27]
作詞：mizue／作曲：渡辺未来
12. soundscape [4:10]
  - 作詞：山本成美／作曲：Dieter Bohlen、Colin Campsie／編曲：K-Muto

19thシングルのカップリング曲
13. With U [3:42]
  - 作詞：BoA／作曲：コモリタミノル／編曲：田中直

16thシングル
サントリーフーズ「リプトン・リーフイン」CMソング
14. First snow (Bonus track) [4:20]
作詞：BoA／作曲：Takuya Harada・JUNKOO
BoA作詞曲。配信限定アルバム「Merry Christmas from BoA」に収録された新曲で、待望のCD化となった。

### DVD
1. DO THE MOTION <video clip>
2. make a secret <video clip>
3. 抱きしめる <video clip>
4. Everlasting <video clip>
5. video clip making off-shot